# Nestlé Bear Brand

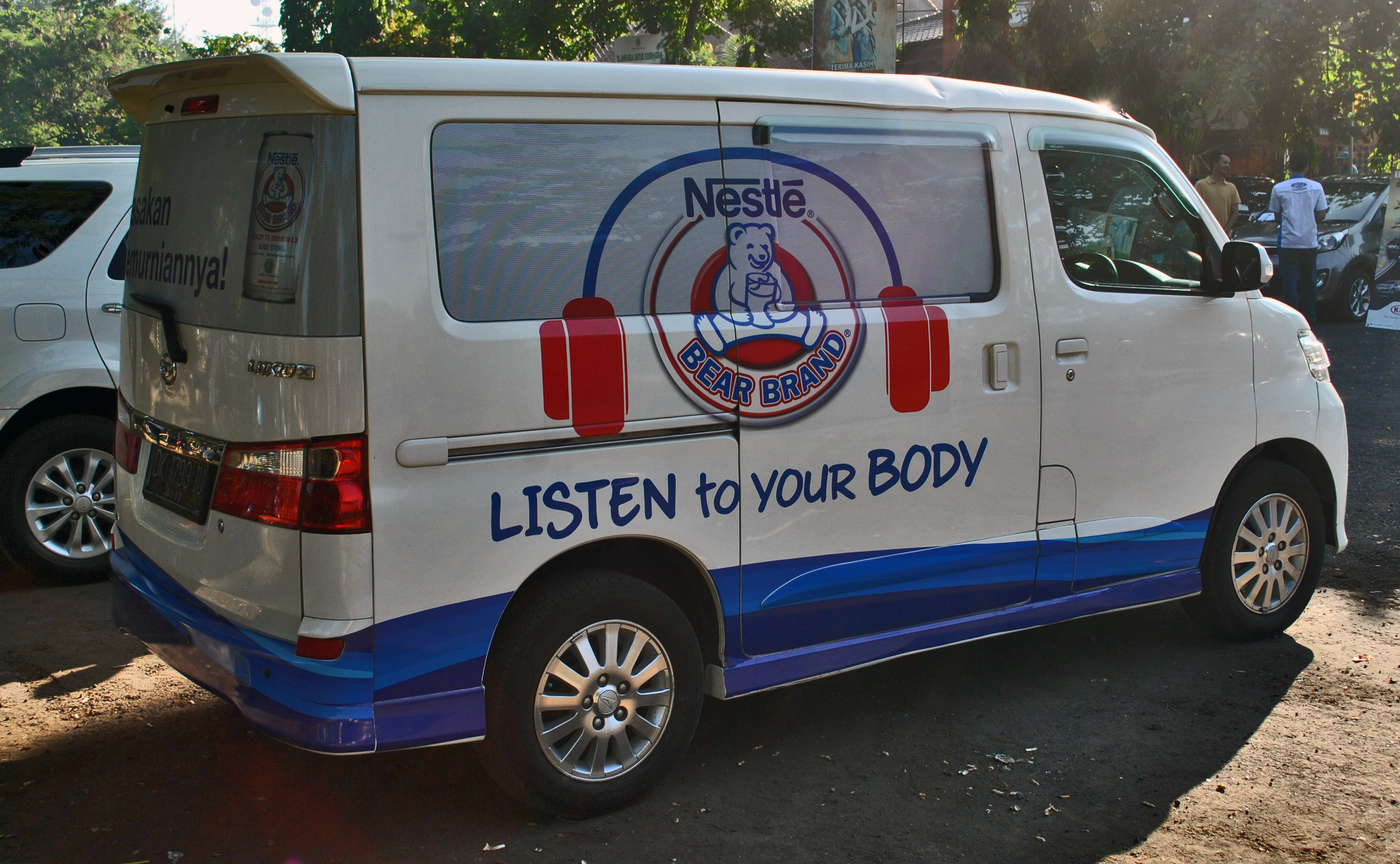
Minivan Daihatsu Luxio a fazer propaganda da Nestlé Bear Brand.

Bear Brand é uma marca de leite em pó e esterilizado da Nestlé. O leite também é designado por Bärenmarke na Suíça.